# Peter Lawford
Peter Sydney Lawford (Londres, 7 de septiembre de 1923-Los Ángeles, 24 de diciembre de 1984) fue un actor de origen británico. Miembro del Rat Pack, llegó a ser más conocido por su celebridad fuera de las pantallas que por su trabajo como actor. En sus primeros años como profesional (finales de los treinta y hasta los cincuenta) tuvo una presencia constante en la cultura popular y protagonizó películas muy conocidas.
Fue primo de la actriz Betty Lawford, y a raíz de su primer matrimonio con Patricia Kennedy se convirtió en cuñado del presidente estadounidense John F. Kennedy, así como también de los senadores Robert Kennedy y Edward Kennedy.

## Biografía

### Primeros años
Nacido en Londres, Inglaterra, el 7 de septiembre de 1923, fue hijo del doble adulterio entre el héroe de la Primera Guerra Mundial británico, sir Sydney Turing Lawford, y May Somerville Bunny. Vivió su infancia en Francia y comenzó a actuar a una edad muy temprana. Se cuenta que su madre lo vestía de mujer hasta los 11 años. May y Sir Sydney no estaban casados (el uno con el otro) cuando nació Peter y el escándalo que ello supuso les incitó a divorciarse y marchar a los Estados Unidos, donde se casaron cuando Peter tenía un año. El joven Peter vivió por todo el mundo junto con sus padres. A causa de estos viajes familiares, Peter nunca fue educado muy formalmente: tuvo institutrices y tutores, y su educación incluyó lecciones de tenis y ballet. "Al principio", observó su madre, "no tenía deberes. Cuando fue mayor, añadió español, alemán y música a sus estudios. Solo leía libros selectos: cuentos de hadas en inglés, y clásicos en inglés y francés; nada de historias de crímenes. Después de haber estudiado a Peter durante tanto tiempo, decidí que no era apto para ninguna carrera salvo el arte, así que le quité latín, álgebra, matemáticas avanzadas y los sustituí por teatro".
Debido a la amplia variedad de antecedentes nacionales y religiosos de sus tutores, Lawford "asistió a varios servicios en iglesias, catedrales, sinagogas y durante algún tiempo fue ujier en una Escuela Dominical de la Ciencia Cristiana..." Sus carencias educativas le supusieron un lastre durante su vida adulta, pues le provocaron sentimientos de incapacidad como miembro de la familia Kennedy y, en general, en sus relaciones sociales de adulto, y le supusieron una cierta animadversión hacia su madre.
En América, Sir Sydney y Lady Lawford, de vetustos orígenes nobiliarios ingleses, fueron tratados como miembros de la realeza entre la gente bien de su nuevo vecindario de Palm Beach (Florida), y eran siempre invitados a actos sociales. Peter se hirió gravemente de niño en un brazo con una puerta de cristal. Consiguió salvar el brazo, pero las heridas le incordiaron durante el resto de su vida y el brazo quedó ligeramente deformado. La herida fue considerada lo suficientemente grave para que gracias a ella pudiese librarse de ser alistado en la Segunda Guerra Mundial, lo que a la postre le serviría para encauzar su carrera, ante la carencia en Hollywood de actores americanos que sí habían sido alistados.

## Carrera

### MGM
No obstante, antes de la guerra, Lawford había sido contratado por los estudios MGM; poseía como galán una apariencia seductora, un fino acento británico y unos modales exquisitos de gentleman. Una vez hecho esto, su madre May insistió al director de los estudios, Louis B. Mayer, para que la pagase un salario como ayudante de Peter. Mayer no aceptó, y lady May repuso que su hijo era homosexual y que necesitaba ser supervisado. Cuando Lawford se enteró de estas artimañas, sus relaciones con su madre empezaron a enfriarse. 
El primer papel cinematográfico de Lawford fue a los siete años en la película El pobre Bill. En 1938, hizo su debut en Hollywood, en un papel menor en la película Señor Jeff. Su primer papel en una producción de cine importante fue en A Yank At Eton (1942), donde interpretó a un matón snob opuesto a Mickey Rooney, esta película fue un gran éxito, y el desempeño de Lawford fue muy elogiado. Lawford hizo apariciones sin acreditar como un piloto en La señora Miniver (1942), y como marinero en Sherlock Holmes desafía a la muerte (1943).
Recibió elogios por su actuación en The White Cliffs of Dover (1944), en la que interpretó a un joven soldado en la Segunda Guerra Mundial. MGM le dio otro papel importante en The picture of Dorian Gray (1945). El primer papel protagonista de Peter Lawford fue en Son of Lassie (1945) y más tarde ganó en una encuesta de lectores de la revista Modern Screen, que lo nombró «como el actor más popular de Hollywood de 1946, al que le llegan miles de cartas de admiradoras todas las semanas».
Con actores como Clark Gable y James Stewart en la guerra, Lawford fue reconocido como el protagonista romántico típico de las producciones de MGM. El año más activo de Lawford como actor fue 1946, cuando dos de sus películas se estrenaron con apenas unos días de diferencia: Cluny Brown y Two Sisters from Boston. También rodó su primera comedia ese mismo año: My Brother Talks to Horses (estrenada en 1947). Apareció con Frank Sinatra, por primera vez en el musical It Happened in Brooklyn (1947). Lawford recibió críticas muy favorables por su trabajo en la película, mientras que Sinatra no muchas. Ya por entonces empezaba a fraguarse el grupo de amigos juerguistas bautizado por Lauren Bacall como Rat pack e integrado por Frank Sinatra, Humphrey Bogart, Sammy Davis Jr., Dean Martin, Joey Bishop y Peter Lawford, entre otros.
Lawford más tarde admitió que la experiencia más aterradora de su carrera fue el musical Good News (1947), junto a June Allyson. El hecho de que imitase el acento norteamericano para su papel hizo que su interpretación fuese aclamada por la crítica. Lawford participó durante los próximos años en películas de MGM, incluyendo On an Island with You (1948), Easter Parade (1948), Julia Misbehaves (1948) Mujercitas (1949), Royal Wedding (1951), Just This Once (1952), y You for Me (1952).

### Después de MGM
La primera película de Lawford después del fin del contrato con MGM fue la comedia It Should Happen to You, donde trabajó junto a Judy Holliday y Jack Lemmon. En 1959, Frank Sinatra invitó al actor de origen inglés a unirse al «Rat Pack», y le consiguió un papel en la película Never So Few (1959). Ocean's Eleven (1960) fue un proyecto de Lawford que se llevó a cabo gracias a Sinatra y se convirtió en la primera película donde participaron los cinco principales miembros del «Rat Pack»: Lawford, Sinatra, Dean Martin, Sammy Davis, Jr., y Joey Bishop.
Otras películas incluyen el aclamado drama ambientado en la fundación del Estado de Israel Exodus (1960), The Longest Day (1962), una cinta bélica con un reparto plagado de estrellas, y un papel como senador de los Estados Unidos en el drama político Advise & Consent (1962). Otra vez se reunió con el Rat Pack para un western de aventuras, Sergeants 3 (1962).
En 1961, Lawford y su mánager Milt Ebbins formaron Chrislaw Productions en la que intervino después el hijo de Peter, Christopher, y produjo la película de acción 1963, Johnny Cool, protagonizada por Henry Silva y Elizabeth Montgomery. Luego pasó a producir en 1965 una película de Patty Duke, Billie, así como dos películas con Sammy Davis, Jr., Salt and Pepper (1968) y One More Time (1970).
Apareció en They Only Kill Their Masters (1972), que lo reunió con varios ex actores de MGM, además de participar en la película de recopilación de archivo por la celebración de los 50 años de Metro-Goldwyn-Mayer That's Entertainment! (1974). Su último papel fue el de Montague Chippendale en la comedia Where Is Parsifal? (1983).
Durante su carrera compartió pantalla con muchas de las grandes estrellas de Hollywood, tales como Judy Garland, Elizabeth Taylor, Judy Holliday, June Allyson, Janet Leigh, Carroll Baker, Greer Garson, Deborah Kerr, Esther Williams, Kathryn Grayson, Angie Dickinson, Bette Davis, Gina Lollobrigida, Dean Martin, Frank Sinatra, Sammy Davis Jr., Jerry Lewis, Gig Young, Fred Astaire, Henry Fonda, Paul Newman, Jack Lemmon, Steve McQueen, James Garner, Jimmy Durante y Walter Pidgeon, por nombrar algunos.

### Algunas participaciones en películas

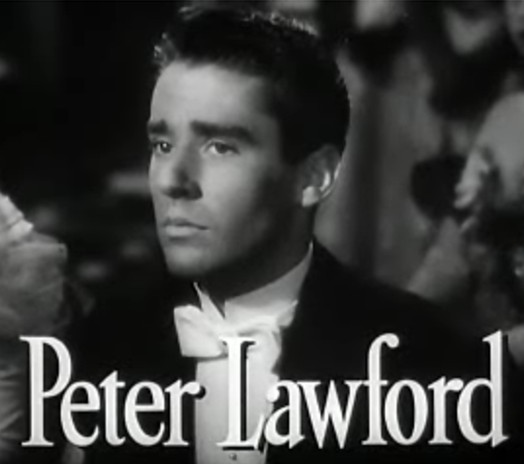
"Peter Lawford en la película The picture of Dorian Gray (El retrato de Dorian Gray), 1945"
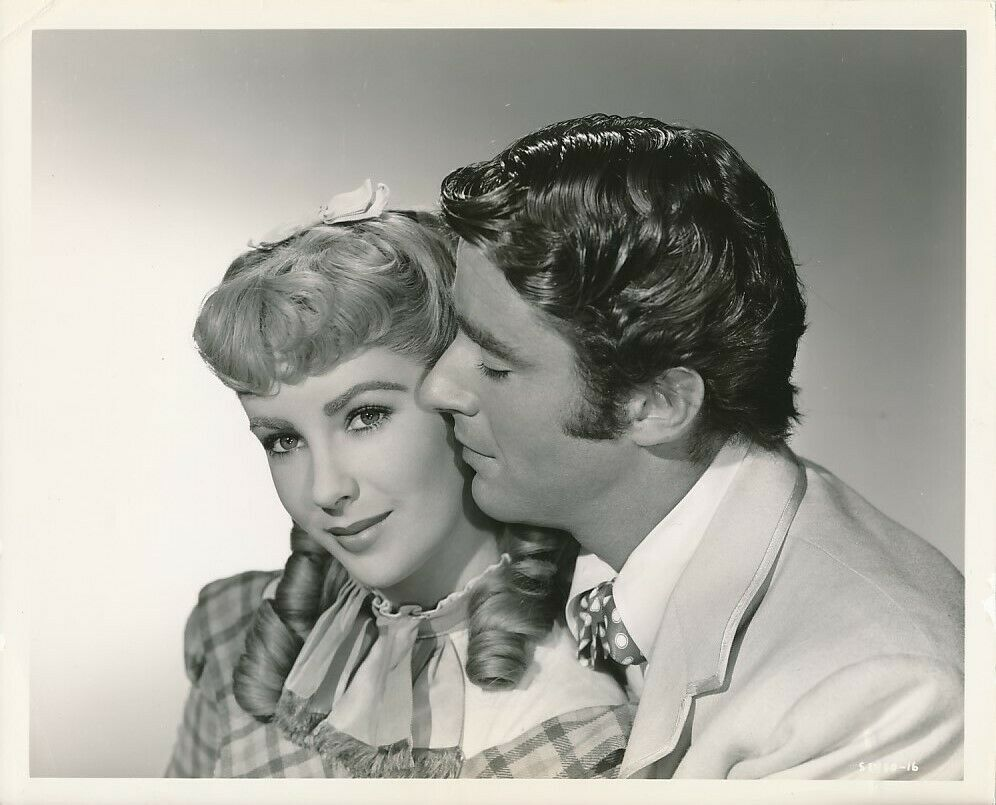
"Peter Lawford junto a Elizabeth Taylor, en la película Little Women, 1949"
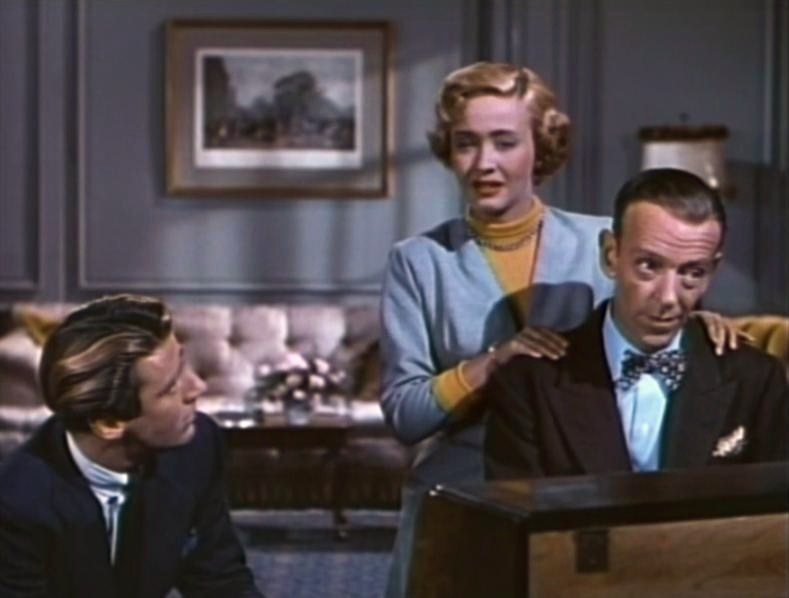
"Peter Lawford junto a Jane Powell y Fred Astaire , en la película Royal Wedding (Bodas Reales), 1951"
"Peter Lawford junto al Rat Pack, durante la producción de la película Ocean's Eleven (La Cuadrilla de los Once), 1960"

### Televisión

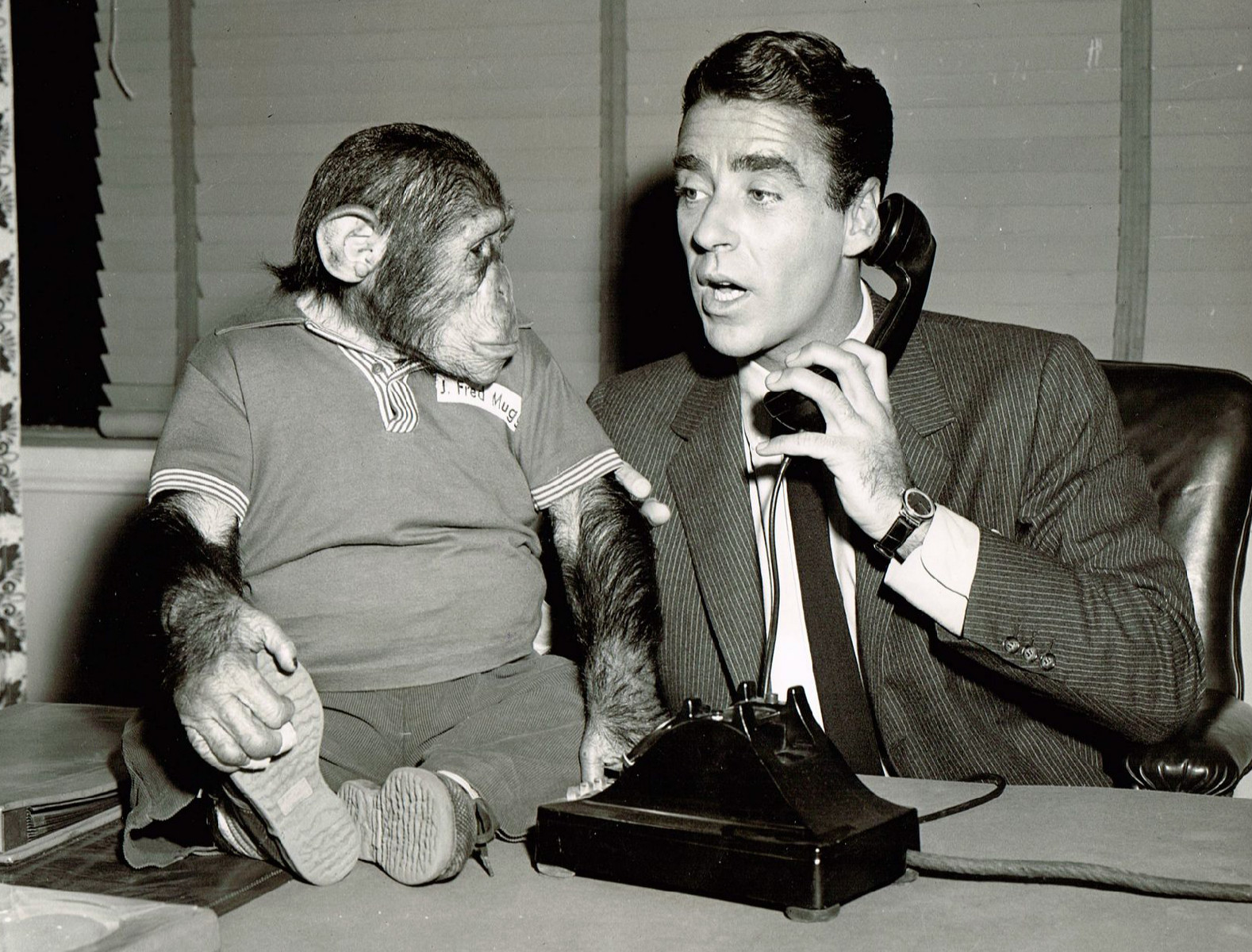
Peter Lawford con J. Fred Muggs en el set de Dear Phoebe (1954).

Su debut en televisión fue en 1953 como estrella invitada en la serie de antología de Ronald Reagan General Electric Theater. En 1954, interpretó a Bill Hastings, un columnista que escribía consejos para enamorados, en la serie de la NBC Dear Phoebe, junto con Marcia Henderson y Charles Lane. De 1957 a 1959, Lawford coprotagonizó junto a Phyllis Kirk The Thin Man, una serie de misterios de NBC basada en una novela negra de Dashiell Hammett, El hombre delgado (1934). Ambos interpretaan a Nick y Nora Charles. Se hicieron dos temporadas, desde 1957 hasta 1959. Fue la primera serie de televisión producida por MGM. Tuvo también un papel recurrente en The Doris Day Show 1971 a 1973.
Fue una estrella invitada en varias series de televisión como The Martha Raye Show, Schlitz Playhouse of Stars, Bob Hope Presents the Chrysler Theatre, Alfred Hitchcock Presents, The Wild Wild West, The Virginian, Bewitched, The Patty Duke Show, The Love Boat, La isla de la fantasía y The Bob Cummings Show, además de muchas veces invitado a diversos programas de espectáculos como The udy Garland Show, The Frank Sinatra Show, The Andy Williams Show, Hollywood Palace y Rowan & Martin's Laugh-In, y programas de juegos tales como What's My Line?, Password y Pyramid.

## Relaciones románticas

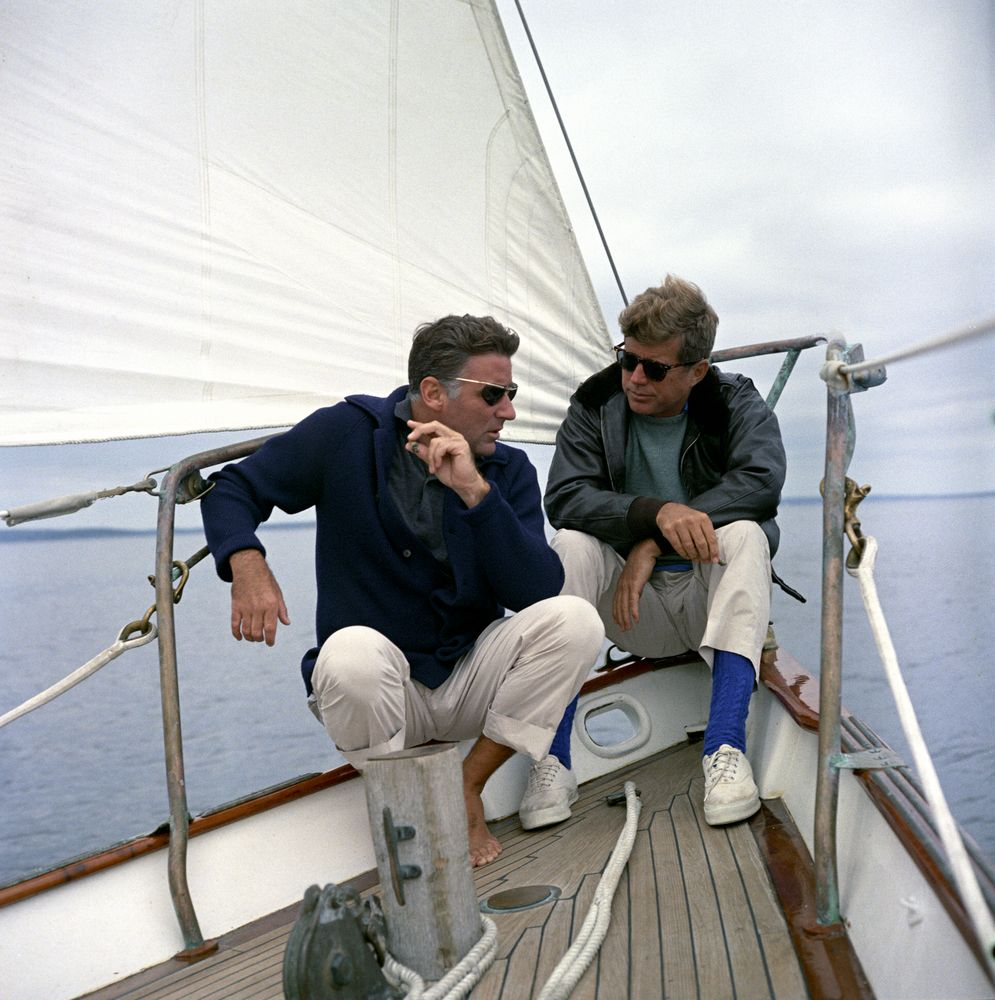
Peter Lawford (izquierda) navega con su entonces cuñado, el Presidente John F. Kennedy, a bordo del yate de la Guardia Costera de los Estados Unidos "Manitou" frente a la costa de la isla Johns, Maine (12 de agosto de 1962).

El joven, guapo y deportista Peter Lawford estuvo con muchas mujeres hermosas y vibrantes de Hollywood y salió, entre otras, con Rita Hayworth, Ava Gardner, June Allyson, Lucille Ball, Anne Baxter, Judy Garland, Judy Holliday y Lana Turner.
El elegante Lawford disfrutó de una reputación entre la jet set como playboy y por ser un gran bebedor, capaz de aguantar tanto como Frank Sinatra, lo que tuvo consecuencias a la postre en su hígado junto a un consumo excesivo de tabaco. En 1954 se casó con Patricia Kennedy, hermana del entonces senador John F. Kennedy. La pareja tuvo cuatro hijos, Chris, Sydney, Victoria y Robin. Ambos se divorciaron en 1966 después de que Lawford admitiera haber tenido aventuras amorosas. En 1971 se casó con Mary Rowan, la hija del comediante Dan Rowan, pero el matrimonio sólo duró ocho meses. En 1975, se casó con Deborah Gould, y el matrimonio sólo duró dos meses. En julio de 1984 se casó con Patricia Seaton tras sostener un prudente noviazgo de nueve años.

## Vida personal y muerte
Lawford formaba parte del «Rat Pack», junto a Frank Sinatra, Dean Martin, Sammy Davis, Jr. y Joey Bishop, y actuó con el grupo en Las Vegas y en películas como Ocean's Eleven y Tres sargentos. Lawford y Sinatra tuvieron un enfrentamiento en 1961 acerca de las objeciones de su cuñado Robert Kennedy sobre supuestas conexiones con la Mafia de Sinatra, y los dos hombres nunca se volvieron a hablar.
En 1972 Lawford se sometió a una cirugía para extirpar un tumor de páncreas. En ese momento, tenía muchos problemas de salud como consecuencia del alcoholismo que padecía desde hacía mucho tiempo.
Lawford falleció en el hospital Cedars-Sinai Medical Center en Los Ángeles el día de Nochebuena de 1984, con 61 años, de un paro cardíaco. Había sufrido de insuficiencia renal y hepática después de años de abuso de sustancias tóxicas.
Su cuerpo fue incinerado y sus cenizas fueron enterradas en el Westwood Village Memorial Park Cemetery. 
Debido a una disputa entre la viuda y el cementerio, las cenizas de Lawford se retiraron y fueron esparcidas en el océano Pacífico, frente a las costas de California, por su viuda, Patricia Lawford Seaton, quien invitó al semanario sensacionalista National Enquirer para que fotografiara el evento. 
Una placa con el nombre de Lawford fue erigida en el Westwood Village Memorial Park.
Por su contribución a la industria de la televisión, Peter Lawford tiene una estrella en el Paseo de la Fama de Hollywood situada en 6920 Hollywood Boulevard.

## Filmografía
| Cine | Cine                                     | Cine                                      | Cine |
| Año  | Película                                 | Papel                                     |      |
| ---- | ---------------------------------------- | ----------------------------------------- | ---- |
| 1930 | Poor Old Bill                            | Horace                                    |      |
| 1938 | Lord Jeff                                | Benny Potter                              |      |
| 1942 | Mrs. Miniver                             | Piloto                                    |      |
| 1942 | Eagle Squadron                           | Piloto                                    |      |
| 1942 | A Yank at Eton                           | Ronnie Kenvil                             |      |
| 1942 | Junior Army                              | Cadet Wilbur                              |      |
| 1943 | The Purple V                             | Roger                                     |      |
| 1943 | Someone to Remember                      | Joe Downes                                |      |
| 1943 | The West Side Kid                        | Jerry Winston                             |      |
| 1944 | The White Cliffs of Dover                | John Ashwood II de joven                  |      |
| 1944 | The Canterville Ghost                    | Anthony de Canterville                    |      |
| 1944 | Mrs. Parkington                          | Lord Thornley                             |      |
| 1945 | The Picture of Dorian Gray               | David Stone                               |      |
| 1945 | Son of Lassie                            | Joe Carraclough                           |      |
| 1946 | Two Sisters from Boston                  | Lawrence Tyburn Patterson, Jr.            |      |
| 1946 | Cluny Brown                              | Andrew Carmel                             |      |
| 1947 | My Brother Talks to Horses               | John S. Penrose                           |      |
| 1947 | It Happened in Brooklyn                  | Jamie Shellgrove                          |      |
| 1947 | Good News                                | Tommy Marlowe                             |      |
| 1948 | On an Island with You                    | Teniente Lawrence Kingsley                |      |
| 1948 | Easter Parade                            | Jonathan Harrow III                       |      |
| 1948 | Julia Misbehaves                         | Ritchie Lorgan                            |      |
| 1949 | Mujercitas                               | Theodore "Laurie" Laurence                |      |
| 1949 | The Red Danube                           | Mayor John "Twingo" McPhimister           |      |
| 1950 | Please Believe Me                        | Jeremy Taylor                             |      |
| 1951 | Royal Wedding                            | Lord John Brindale                        |      |
| 1952 | Just This Once                           | Mark MacLene                              |      |
| 1952 | Kangaroo                                 | Richard Connor                            |      |
| 1952 | You for Me                               | Tony Brown                                |      |
| 1952 | The Hour of 13                           | Nicholas Revel                            |      |
| 1953 | Rogue's March                            | Capitán Dion Lenbridge / Pvt. Harry Simms |      |
| 1954 | La rubia fenómeno                        | Evan Adams III                            |      |
| 1959 | Never So Few                             | Capt. Gris Travis                         |      |
| 1960 | Pepe                                     | Cameo                                     |      |
| 1960 | Ocean's Eleven                           | Jimmy Foster                              |      |
| 1960 | Éxodo                                    | Mayor Caldwell                            |      |
| 1962 | President Kennedy’s Birthday Salute      | Él mismo                                  |      |
| 1962 | Sergeants three                          | Sargento Larry Barrett                    |      |
| 1962 | Tempestad sobre Washington               | Senador Lafe Smith de Rhode Island        |      |
| 1962 | El día más largo                         | Lord Lovat                                |      |
| 1964 | Dead Ringer                              | Tony Collins                              |      |
| 1965 | Sylvia                                   | Frederic Summers                          |      |
| 1965 | Harlow                                   | Paul Bern                                 |      |
| 1966 | The Oscar                                | Steve Marks                               |      |
| 1966 | A Man Called Adam                        | Manny                                     |      |
| 1967 | Dead Run                                 | Stephen Daine                             |      |
| 1968 | Salt and Pepper                          | Christopher Pepper                        |      |
| 1968 | Skidoo                                   | El senador                                |      |
| 1968 | Buona Sera, Mrs. Campbell                | Justin Young                              |      |
| 1969 | Quarta parete                            | Papá Baroni                               |      |
| 1969 | Hook, Line & Sinker                      | Dr. Scott Carter                          |      |
| 1969 | The April Fools                          | Ted Gunther                               |      |
| 1970 | One More Time                            | Christopher Pepper/Lord Sydney Pepper     |      |
| 1970 | Togetherness                             | Príncipe Solomon Justiani                 |      |
| 1971 | Clay Pigeon                              | Agente del gobierno                       |      |
| 1972 | They Only Kill Their Masters             | Campbell                                  |      |
| 1974 | That's Entertainment!                    | Él mismo                                  |      |
| 1975 | Rosebud                                  | Señor Carter                              |      |
| 1976 | Won Ton Ton, the Dog Who Saved Hollywood | Estrella Slapstick                        |      |
| 1979 | Angels Revenge                           | Burke                                     |      |
| 1981 | Body and Soul                            | Big Man                                   |      |
| 1983 | Where Is Parsifal?                       | Montague Chippendale                      |      |